# 索科托河
索科托河（Sokoto River）位于尼日利亚西北部，发源于卡齐纳州丰图阿附近，流经扎姆法拉州和索科托州，在索科托与里马河汇流，最终在凯比州汇入尼日尔河。